# Maiberg
Maiberg je přírodní rezervace v okrese Děčín. Chráněné území s rozlohou 9,3 ha bylo vyhlášeno 2. ledna 2015. Přírodní rezervace je v péči Správy Národního parku České Švýcarsko.

## Předmět ochrany
Důvodem jeho zřízení je ochrana zachovalého smíšeného lesa typu mozaiky dubohabřiny a suťového lesa na vrchu Maják u Filipova. Vyskytuje se zde lilie zlatohlavá (Lilium martagon) a řada význačných druhů hmyzu.